# Chrysanthemum chalchingolicum
Chrysanthemum chalchingolicum là một loài thực vật có hoa trong họ Cúc. Loài này được Grubov mô tả khoa học đầu tiên năm 1972.